# الفه
اَلِفِه یک سنت قدیمی لر بختیاری، در آخرین پنجشنبهٔ هر سال است که برای شادی روح درگذشته‌گانشان نوعی حلوا با همین نام پخته می‌شود.
الفه‌ها و نذری‌ها در میان بختیاری‌ها جایگاه ویژه‌ای دارند این غذاهای خاص که در زمان خاص یا به مناسبت‌هایی تهیه می‌شوند معمولا به همراه بقیهٔ افراد فامیل یا طایفه خورده می‌شوند از معمول‌ترین این غذاها می‌توان به حلوا و آشِ بَلگ اشاره کرد، معمولاً در تهیهٔ این غذاها فامیل و همسایگان همکاری می‌کنند.

## وجه تسمیه
اَلِفِه به طور خاص نوعی حلوا است که با خرما تهیه می‌شود. ابتدا زنان به اندازهٔ کافی نان (نان تیری) پخته و سپس حلوا را می‌پزند که بنا بر همان عادت قدیمی، اَلِفِه حتماً باید با روغن محلی تهیه شود. پس از آن مقداری حلوا را در بین دو یا سه عدد نان گذاشته و بین همسایگان و آشنایان پخش می‌کنند. افراد هم پس از خوردن الفه، برای شادی روح درگذشتگان دعا می‌کنند.